# Fruchtschreiber
Der Fruchtschreiber war im Mittelalter und der frühen Neuzeit ein niedriger Beamter des feudalen Grundherrn. Er war als Gehilfe des Amtmanns oder des Kornmeisters verantwortlich für das Kontrollieren und Protokollieren der dem Grundherrn zu liefernden und gelieferten Ernteabgaben. Auch Schreiber in städtischen Kornhäusern wurden so bezeichnet. Zeitweise waren die Aufgaben des Fruchtschreibers und des Geldschreibers nicht voneinander getrennt, so dass der Amtsinhaber auch für das Verzeichnen der Geldeinkünfte verantwortlich war.

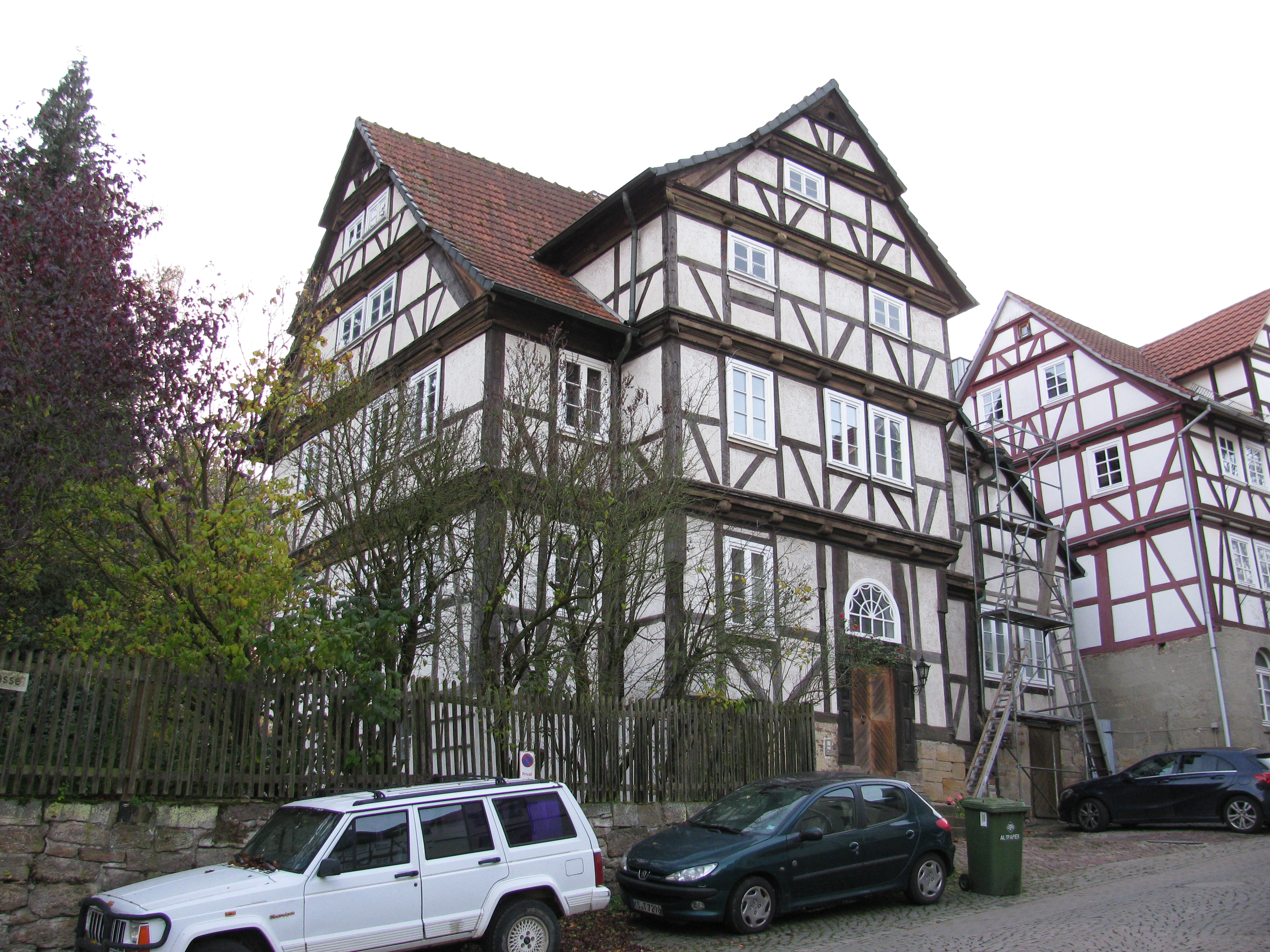
Das Fruchtschreiberhaus in Oberkaufungen

Fruchtschreiber, wenn sie nicht gleichzeitig auch andere Ämter innehatten, standen oft ziemlich am untersten Ende der Rangordnung herrschaftlicher Ministeriale. In der 1762 von Landgraf Friedrich II. von Hessen-Kassel verfügten Rangordnung fand sich der General-Fruchtschreiber in der 10. Klasse, der Fruchtschreiber auf dem Land in der 12. und untersten, gemeinsam mit z. B. Posthaltern, Zollbereutern, Stadtschreibern und gehenden Förstern.
Dass es Fruchtschreibern – wegen der Möglichkeit, einen Teil der Einnahmen diskret abzuzweigen – nicht schlecht ging, zeigt das stattliche, in der ersten Hälfte des 18. Jahrhunderts erbaute „Fruchtschreiberhaus“ in Oberkaufungen (Tränkegasse 1), in dem bis 1848 der Fruchtschreiber des Ritterschaftlichen Stifts Kaufungen und Wetter wohnte.